# Kevin Spirtas
Kevin Spirtas est un acteur américain  né le 29 juillet 1962 ou 1963. Il est connu pour son rôle dans la série La Ligne de chance.
- 1999 : Embrace the Darkness : Galen
- 2003 : Daredevil
- 2009 : Albino Farm